# Arthopyrenia salicis
Arthopyrenia salicis är en lavart som beskrevs av A. Massal. Arthopyrenia salicis ingår i släktet Arthopyrenia och familjen Arthopyreniaceae.  Arten är reproducerande i Sverige. Inga underarter finns listade i Catalogue of Life.